# Estero Rahue
El estero Rahue es un curso natural de agua que nace en las laderas occidentales de la cordillera de la Costa (Chile) y fluye por la Región de Maule hasta desembocar en el estero Chanco.

## Caudal y régimen
El régimen de estas cuencas es puramente pluvial.: 2–10 

## Historia
Luis Risopatrón lo describe en su Diccionario Jeográfico de Chile: 748 
Rahue (Estero) 35° 44' 72° 32' Nace en la montaña próxima a la costa del Pacífico, corre mas o menos al W i desagua en el mar, al SW de la villa de Chanco. 156; rio en 62, i, p. 268; i 66, p. 264; i riachuelo en 155, p. 636.